# Giuseppe Filippo Lepori
Giuseppe Filippo Lepori (* 8. Oktober 1800 in Lugano; † 3. Juli 1873 in Serocca (Gemeinde Agno)) war ein Schweizer Anwalt, Politiker, Journalist und Tessiner Grossrat und Staatsrat.

## Biografie
Giuseppe Filippo Lepori wurde als Sohn des Lorenzo Leporo von Lugano und seiner Frau Caterina Quadri geboren. Nach dem Gymnasium am Collegio Sant’Antonio der Somasker in Lugano studierte er Rechtswissenschaften an der Universität Pavia. Er hörte Vorlesungen bei Gian Domenico Romagnosi und war 1821 in die Revolution im Piemont verwickelt. Danach kehrte er nach Lugano zurück und wurde Advokat und Notar.
Von 1828 bis 1838 war er Regierungsstatthalter des Bezirks Lugano und Gemeinderat von Lugano. Zusammen mit Stefano Franscini wirkte er von 1838 bis 1839 als Redaktor der Zeitschrift L’Amico della Riforma. Im Jahr 1839 wurde er in den Tessiner Grossrat gewählt und mit der liberalen Revolution dieses Jahres wurde er Staatsrat (bis 1845).
Nach 1846 löste er sich von der liberalen Mehrheit und wurde einer der Vertreter der neuen liberal-konservativen Opposition. Schliesslich war er Richter am Appellationsgericht von 1866 bis 1873.